# Hrabovec
Hrabovec – wieś (obec) na Słowacji położona w kraju preszowskim, w powiecie Bardejów. Pierwsze wzmianki o miejscowości pochodzą z roku 1338.
Według danych z dnia 31 grudnia 2010, wieś zamieszkiwało 507 osób, w tym 268 kobiet i 239 mężczyzn.
W 2001 roku względem narodowości i przynależności etnicznej Słowacy stanowili 98,95% populacji, a Czesi 0,21%.